# Theuderic I
Theuderic I (sau Theuderich, Theoderic, sau Theodoric; în franceză, Thierry), (n. 485 d.Hr. – d. 534 d.Hr.) a fost regele merovingian al orașelor Metz, Rheims, sau al Austrasiei — așa cum s-a mai numit regatul său — din 511 până în 533 sau 534.

## Biografie
A fost unul dintre fiii lui Clovis I, rege al francilor, și a moștenit Metzul în 511 la moartea tatălui său. În conformitate cu tradiția salică, regatul a fost împărțit între cei patru fii ai lui Clovis: Childebert I la Paris, Chlodomer la Orléans, și Clotaire I la Soissons. La începutul domniei sale, și-a trimis fiul Theudebert în luptă cu regele danez Chlochilaich (cunoscut ca Hygelac în Beowulf) care îi invadase teritoriile. Theudebert l-a învins și ucis pe Chlochilaich.
Theuderic s-a implicat în războiul dintre regele thuringian Hermanfrid și singurul frate al acestuia: Baderic. În schimbul ajutorului său, Theuderic urma să primească jumătate din regat. Baderic a fost învins, însă teritoriile promise nu au fost cedate. 
Cei patru fii ai lui Clovis s-au luptat apoi cu Sigismund al Burgundiei și cu Godomar, rege al Burgundiei. Godomar a fugit, iar Sigismund a fost luat prizonier de Chlodomer. Theuderic s-a căsătorit cu fiica lui Sigismund. Godomar a reorganizat armata burgundă și și-a recâștigat regatul. Chlodomer, ajutat de Theuderic, l-a învins pe Godomar, dar a murit în Bătălia de la Vézeronce.
Apoi, Theuderic, împreună cu fratele său Clotaire și cu fiul său, au atacat Thuringia, pentru a se răzbuna pe Hermanfrid, expediție care a fost încununată de succes. După încheierea unui tratat cu fratele său Childebert, Theuderic a murit în 534. La moartea sa, tronul din Metz, deși aparent disponibil, a trecut fără obiecții în mâinile lui Theudebert.